# Scorțișoară
Scorțișoara (Cinnamomum verum, sinonim cu C. zeylanicum) este coaja de culoare roșcată-cenușie a scorțișorului, un arbore mic, exotic, veșnic verde care atinge 10 până la 15 metri înălțime și face parte din familia Lauraceae. Este originar din Sri Lanka, sud-vestul Indiei și Myanmar.
Scoarța este comercializată uscată sub formă de batoane de aproximativ 10 cm lungime, sub formă de bucățele sau gata măcinată. Se utilizează în bucătăria occidentală mai ales pentru aromatizarea produselor de cofetărie, iar în țările orientale și la condimentarea preparatelor culinare.